# Földnyeső

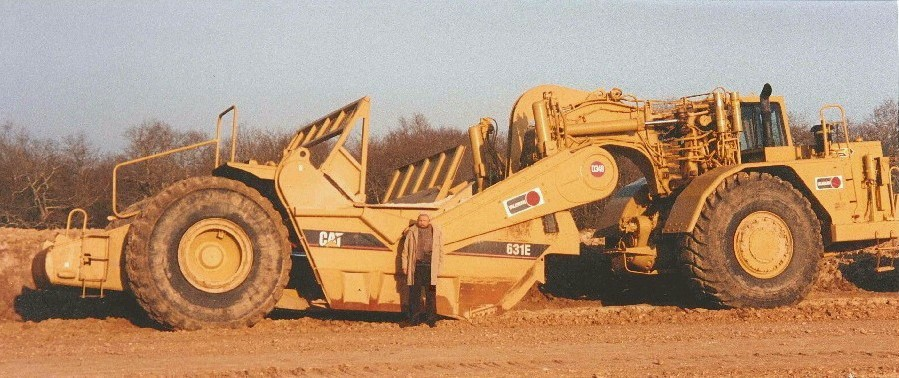
Önjáró földnyeső

A földnyeső, más néven szkréper (angolul: scraper) egy talajművelésre való földmunkagép. A földnyeső kerekeken guruló munkagép, aminek nyesőládáján kialakított vágóél végzi a nyesést. A földnyesők lehetnek vontatottak vagy önjáróak is. Régebben mechanikus rendszerű gépek voltak, amelyek mozgó részeit kötélzettel mozgatták, jó ideje azonban már kizárólag hatékonyabb hidraulikus rendszerrel készülnek, ami hidraulikus munkahengerekkel működik. A földnyeső humuszleszedésre, talajkitermelésre, földanyag beépítésre, valamint töltésépítésre használható.  Bányászatban is használják külszíni szénrétegek nyeséséhez.

## Felépítése

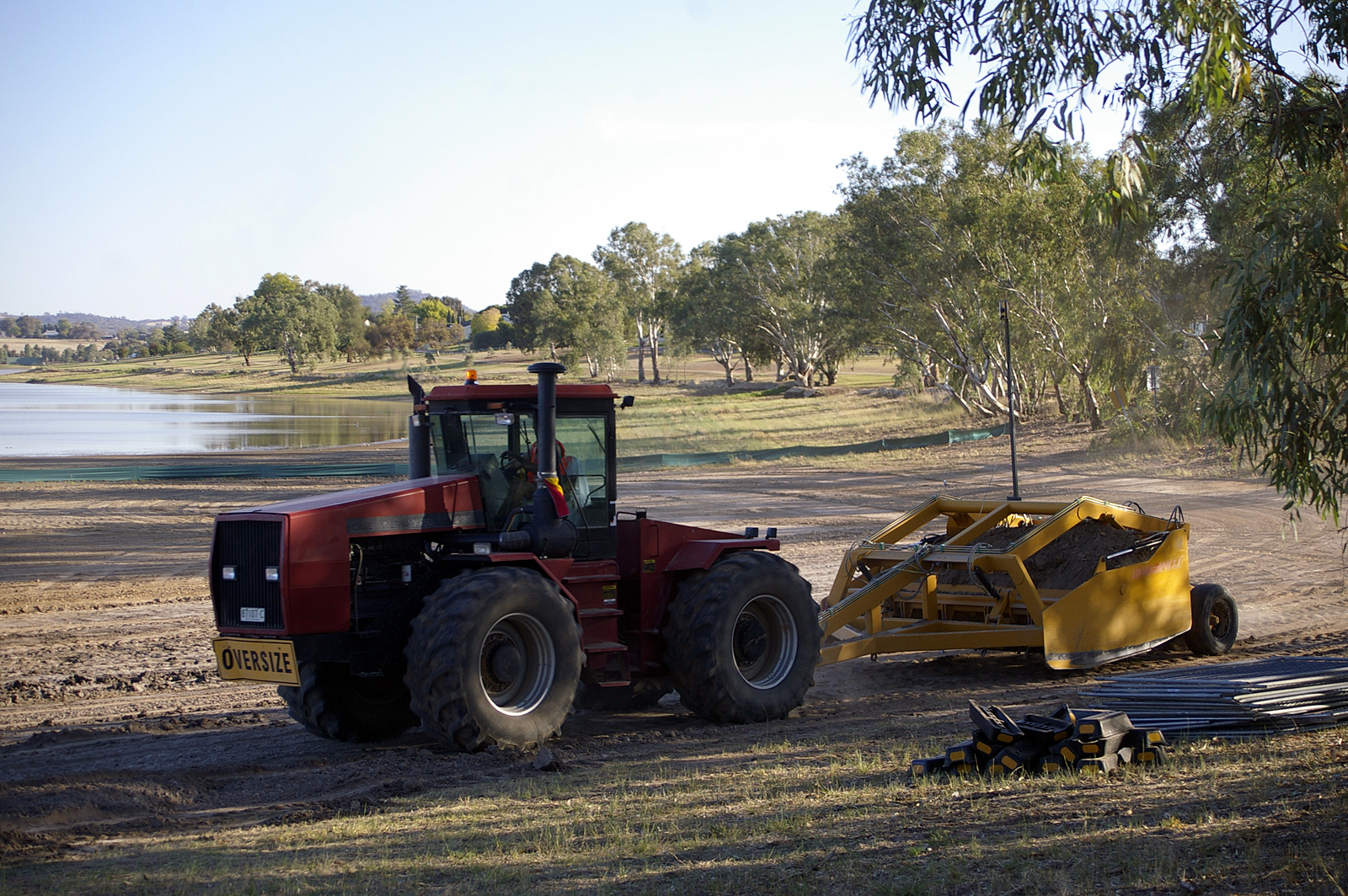
Vontatott földnyeső

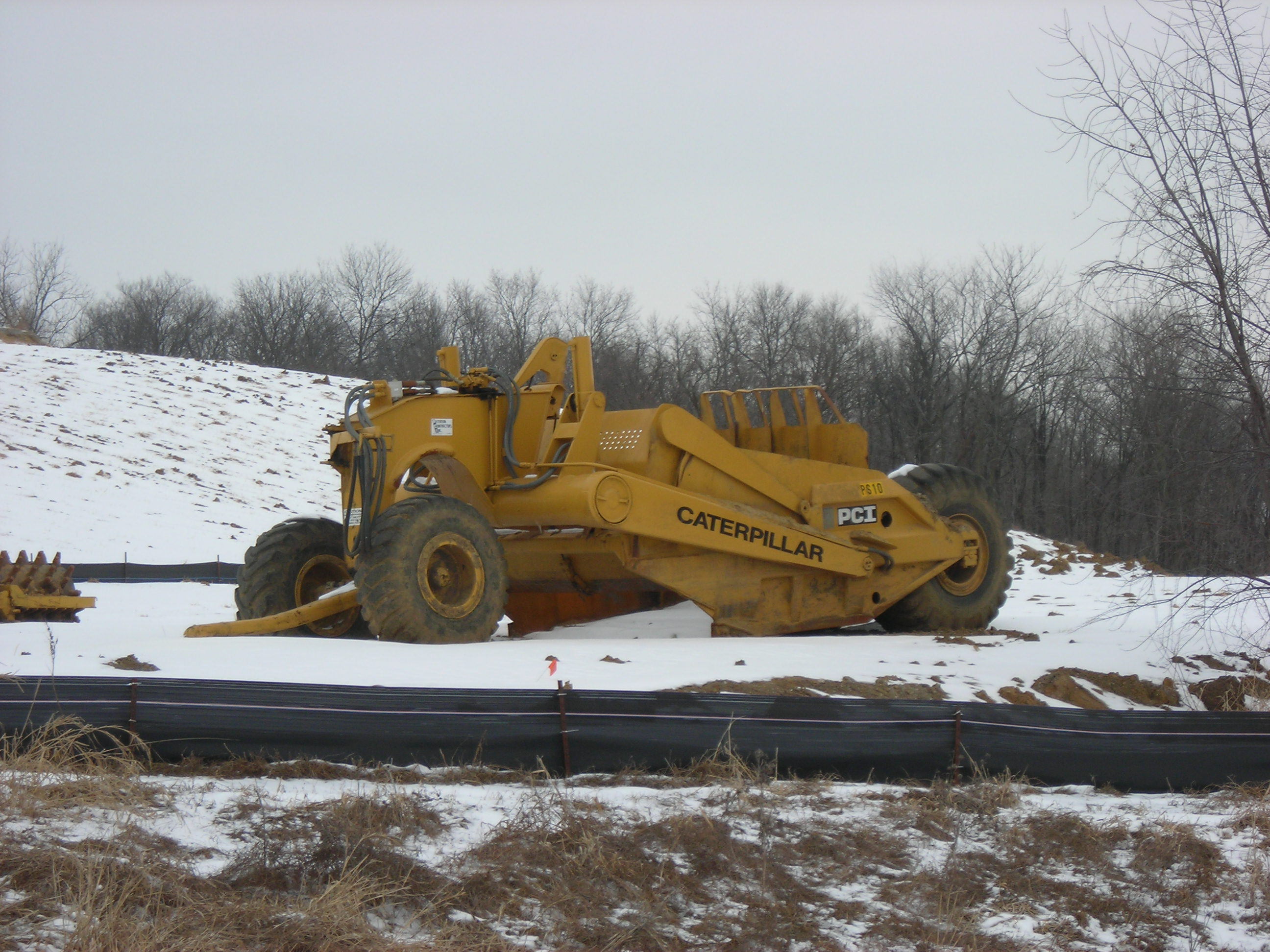
Vontatott földnyeső első tengellyel

A gép nagy része egy nyesőládából áll, ami menet közben földforgácsot nyes le a talajból, és azt a ládába gyűjti. A nyesőláda fenéklemezén vágóéltartó van, amihez hozzácsavarozzák az acélból készült vágóélt. A nyesőláda fedetlen tartály, aminek az elején lengőajtó kerül kialakításra, ez a nyesőláda elülső eleme, amivel a munka végeztével zárják le a nyesőládát. A lengőajtót hidraulikával lehet nyitni és csukni. Magát a nyesőládát pedig a járószerkezet fogja körül, ami két nagy csappal rögzül a ládához annak két oldalán. A ládát a járószerkezet és a láda közé rögzített hidraulikával lehet fel és le emelni. A járószerkezet eleje hattyúnyakformájúra van kialakítva, ez kapcsolódik az elülső taghoz vagy a vontatóhoz. A nyesőláda hátuljához van hozzáépítve a gép hátsó tengelye a tolóbakon keresztül, innentől kezdve a szerkezet különböző attól függően, hogy vontatott vagy önjáró munkagépről van e szó.

### Vontatott földnyeső
Vontatott földnyesőnél két kialakítás lehetséges: 
- Az elsőnél a hátsó tengely a gép egyetlen tengelye, a járószerkezet eleje vonórúdban végződik, amivel traktorokkal lehet a berendezést elvontatni. A tengelyen típustól függően kettő, négy, hat, vagy akár nyolc gumiabroncs is lehet. Ezeket a jellemzően kisebb méretű vontatott földnyesőket egymáshoz is lehet kapcsolni, amivel az egy gépre levetített kisebb mértékű hatásfok több földnyeső alkalmazásával növelhető, így egy szerelvény akár kettő-három ilyen vontatott földnyesőből is állhat.
- A másodiknál a járószerkezet hattyúnyaka egy tengelyes első taghoz kapcsolódik csuklóval, és ehhez az első taghoz tartozik a vontatórúd. Idővel ez az első tag motort kapva feleslegessé tette a vontatót és kialakult az önjáró földnyeső, így ezt a változatot ma már kevésbé használják.

A vontatott földnyesők alkalmi felhasználáskor is ideálisak, amikor egy esetlegesen már meglévő, megfelelő teljesítményű, más munkára is alkalmas vontatóval lehet dolgozni velük.

### Önjáró földnyeső
Az önjáró földnyeső ízelt munkagép, a nyesőládát tartó hátsó tag vázszerkezetének hattyúnyaka csuklósan kapcsolódik az egytengelyes motorikus első taghoz, amin a motortér és a vezetőhely vagy vezetőfülke található. A kormányzás is ennek a csuklónak a fordulásával történik. A motor az első tag tengelyét hajtja meg, de bizonyos nagyobb földnyesőknek a hátsó tengelye a tolóbaknál elhelyezett hátsó motortól kap meghajtást. Az ilyen dupla motoros földnyesők hátsó motorját csak nyesés közben használják a talaj ellenállásának leküzdésére, egyszerű haladáskor vagy ürítéskor csak az első motor üzemel. (Régebben léteztek un. tolótraktorok is, amiknek a földnyesők ilyen célból történő tolása volt a feladatuk, de a modernebb, dupla motoros gépek megjelenésével feleslegessé váltak. Ha némely szólómotoros gép mégis megtolásra szorul, erre a célra buldózert szoktak használni.) Az önjáró földnyesők is gyakran többen dolgoznak egy munkaterületen, akár egymás után gépláncot formázva, ezért ilyenkor bizonyos típusok elejére ideiglenes tolóbakot szerelnek, amivel megelőzik a ráfutásos ütközéseket, ugyanakkor szükség esetén képesek velük akár egymás megtolására is.

## Működése

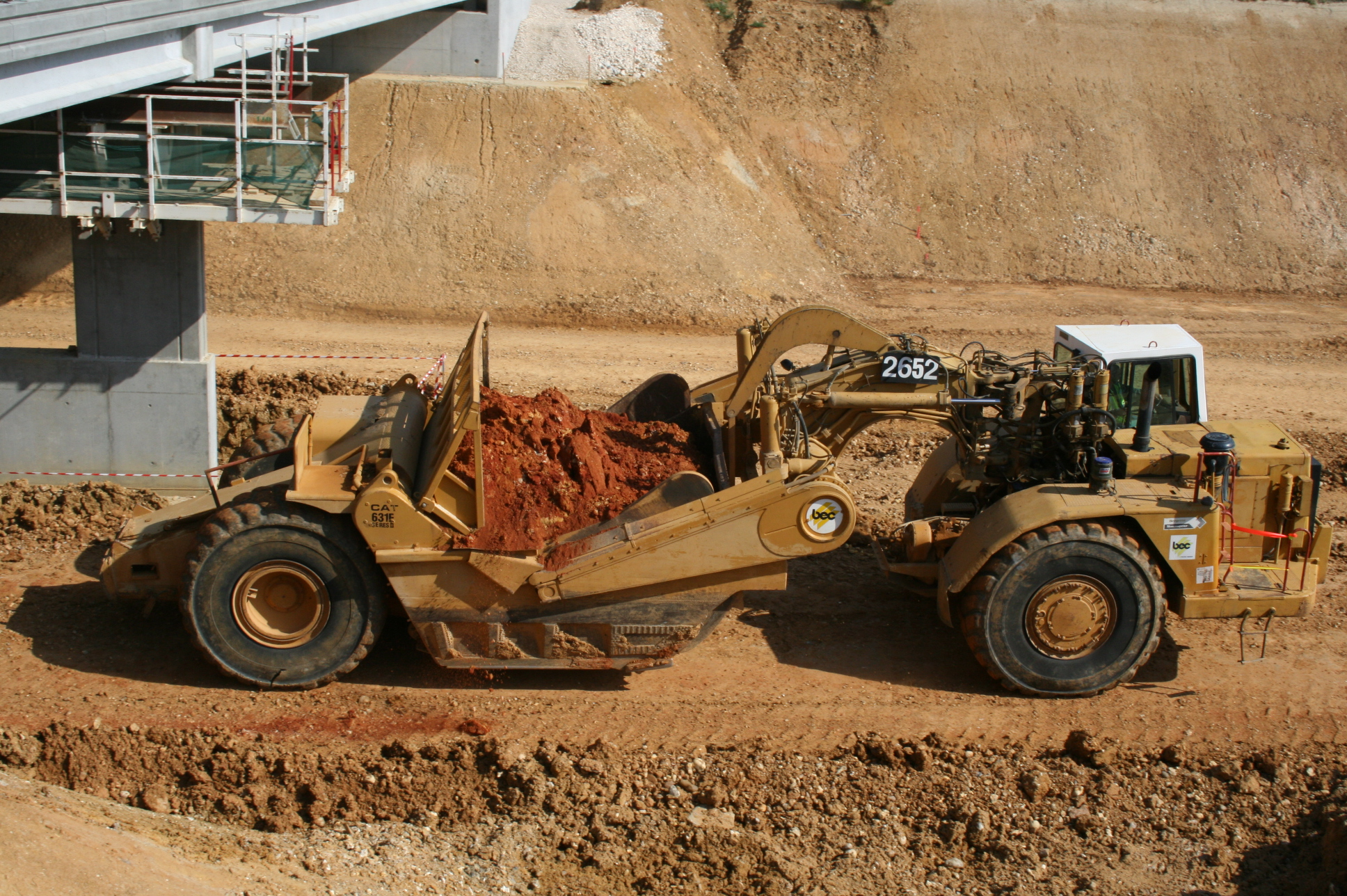
Földnyeső egy útépítésen, jól látható szerkezeti elemekkel

Működéskor a nyesőláda lengőajtaját felnyitják, majd leengedik a ládát annak hidraulikájával. A láda vágóéle a talajba vág és a lenyesett talajforgácsot a ládában gyűjti össze. A hidraulikával állítható, hogy a láda milyen mélyen vágjon a talajba. Miután végzett a nyeséssel vagy megtelt a láda, a ládát felemelik, a lengőajtót rácsukják és a földnyeső az ürítés helyére megy. Ott a lengőajtó felnyitása után háromféleképpen lehet a földnyesőt kiüríteni, szerkezettől és mérettől függően: kényszerürítéssel, félig kényszerürítéssel, valamint szabad ürítéssel. Kényszerürítéskor a nyesőláda hátuljában lévő tolólap nyomja ki a földet, félig kényszerürítéskor a ládában lévő billenőpanel szórja ki a földet, szabad ürítéskor pedig egyszerűen a láda felfordításával szóródik ki az anyag. Mindhárom esetben a gép haladás közben ürít és közben a vágóél a megfelelő vastagságban egyengeti el az anyagot, amit a hátsó tengely kerekei részben tömörítenek is. A vontatott földnyesők hidraulikájához az energiát a vontatótraktor motorjától kapják. Bizonyos önjáró földnyesők lengőajtó helyett kaparószalaggal rendelkeznek, ennek segítségével gyűjtik be a lenyesett talajt, illetve ürítik ki a nyesőládát. A kitermelt földet a vontatott gépekkel pár száz méterig, az önjáró gépekkel akár néhány kilométerig is elszállíthatják.

## Egyéb felhasználás
Az önjáró földnyesők szerkezeti elemeinek felhasználásával más feladatokra alkalmas gépeket is készítenek, ezek az első motorikus tag megtartásával az ahhoz kapcsolódó hátsó tag módosított változatával rendelkeznek, úgy mint például tanker, szállítótréler, vagy emelődaru. Ezek a hátsó tagok ugyanolyan hattyúnyakkal kapcsolódnak az első taghoz, mint a földnyeső és gyakran ugyanott elhelyezett, ugyanolyan kerekekkel is rendelkeznek, de vannak szerkezetileg eltérő kialakításúak is, például kohósalak szállítására való hátsótag, ami sokkal nagyobb.
Voltak kísérleti modellek is, amikkel egyszerre két nyesőládát akartak egy géphez adaptálni, illetve lánctalpas verziót is készítettek, de ezek feltehetően nem voltak kellően hatékonyak, ezért sosem kerültek sorozatgyártásba.

## Gyártók

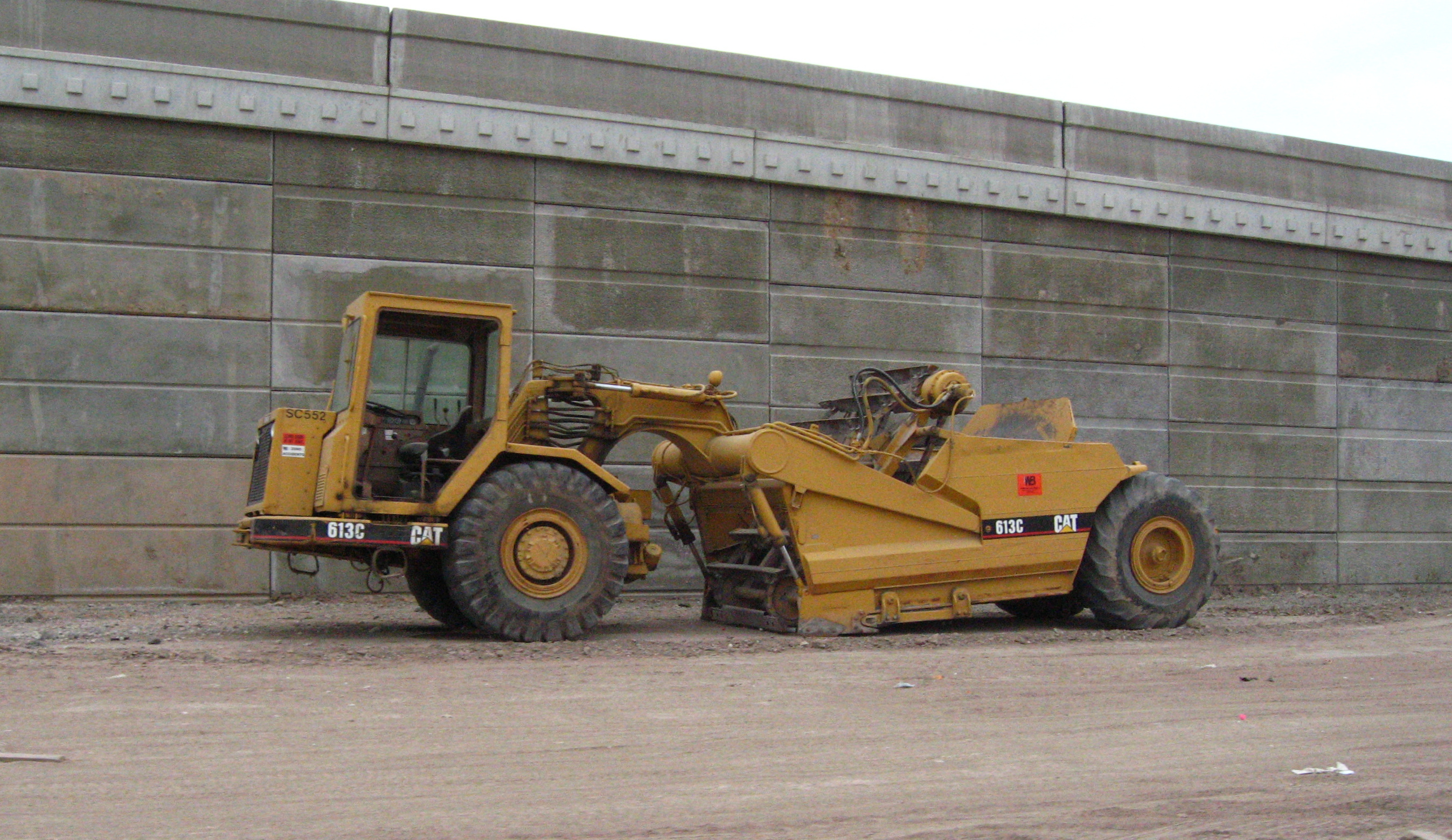
Kaparószalagos földnyeső

Néhány ismert gyártó:
- Caterpillar
- John Deere
- Ashland
- K-Tec
- Terex
- Mitsubishi
- Michigan
- Miskin
- LeTourneau
- Dresser

## Lásd még
- Földgyalu